# 西部開拓史 (1954年の映画)
『西部開拓史』（せいぶかいたくし、原題：Homesteader Droopy、1954年7月10日）は、アメリカ合衆国の映画会社メトロ・ゴールドウィン・メイヤー (MGM) に所属していたアニメーターのテックス・アヴェリーによる作品のひとつ。

## スタッフ
- 監督　テックス・アヴェリー
- 製作総括　フレッド・クインビー
- 音楽　スコット・ブラッドリー
- アニメーション製作　ロバート・ベントレー、ウォルター・クリントン、グラント・シモンズ、マイケル・ラー
- 脚本　ヘック・アレン
- 背景　ジョン・ディドリック・ジョンソン

## 内容
幌馬車に乗り、開拓地を目指すドルーピー一行。しかし、そこには様々な困難が待っていた。食事や、大きな川を渡ったり、インディアンの襲来等の困難を乗り越えて、広い草原を開拓する。そこに家を建て、農業用の柵を作る。
ちょうどそこに、湖の水を飲んでいた牛がいた。しかし、湖に柵を張られて水が飲めなくなった牛は腹を立て、街にいたオオカミに訴える。それを知ったオオカミは、早速馬に乗り、ドルーピーを妨害しようと画策するが、全て失敗に終わる。
オオカミは、銃で対決する。その甲斐があったのか、ドルーピーを人質にすることに成功する。しかし、まだドルーピーの息子がいた。オオカミはドルーピーの息子に「変な音たてるな！」と怒り、ミルクに繋がっていたホースに息を吹きかけると、小屋から風船のように膨らんだ牛が浮いている。
その様を見て柄の悪い笑い声で笑うと、ドルーピーの息子が腹を立て、オオカミをやっつけてしまう。最終的にオオカミはドルーピーのお手伝いさんにさせられてしまう。

## 登場するキャラクター
ドルーピー
声 - 玉川良一（旧吹き替え）、中尾隆聖（新吹き替え）
今回は開拓者になっている。
ドルーピーの妻
声 - 荘司美代子（旧吹き替え）、三石琴乃（新吹き替え）
今回のみ登場する。銃の扱いはかなりの腕前である。
ドルーピーの息子
声 - 不明（旧吹き替え）、三石琴乃（新吹き替え）
上記の2人の一人息子。まだ赤ん坊で、ミルクが無いと泣いたりするが、怒ると今までにない力を発揮する。
オオカミ
声 - 小林清志（旧吹き替え）、岩崎ひろし（新吹き替え）
今回の悪役。髭がはえている。旧地上波版では「悪いことなら何でも手伝う男 ダン」という異名を持つ。「これが西部の掟なのさ」が口癖である（新吹き替え版では、「これが西部のやり方なんでな」となっている）。
ヘラジカ
普段は壁に掛けてある置物だが、怒ると相手に猛突進する。

## 日本でのテレビ放映
TBS版の『トムとジェリー』の短編に挟まれて放映されていた。